# Nguyễn Kim Hồng (đạo diễn)
}}
Nguyễn Kim Hồng (sinh 15 tháng 5 năm 1980) là một nữ đạo diễn người Đài Loan gốc Việt.
Bộ phim Tạm biệt người dưng thân thương do Nguyễn Kim Hồng và chồng là Thái Sùng Long đồng đạo diễn, vừa ra mắt công chúng Đài Loan, gây được ít nhiều tiếng vang. Đây là phần tiếp theo của "Người dưng thân thương", từng đoạt giải Phim tài liệu xuất sắc nhất năm 2014 tại giải Lúa vàng (Golden Harvest Awards for Outstanding Short Films). Bộ phim tài liệu đầu tay của bà trước đó là Ly hôn ký sự, phản ánh về tình trạng cuộc sống sau khi ly hôn của những người phụ nữ là dân nhập cư, từng được đánh giá cao.